# Świercze (województwo lubuskie)
Świercze (dawna niem. nazwa Schwirze) – uroczysko-dawna miejscowość w Polsce położona w województwie lubuskim, w powiecie krośnieńskim, w gminie Bobrowice.
Po II wojnie światowej Świercze znalazło się na terenie tzw. Ziem Odzyskanych (tzw. III okręg administracyjny – Pomorze Zachodnie). Wkrótce utworzono gromadę Świercze w gminie Wężyska w powiecie krośnieńskim w województwie poznańskim, od 1950 w województwie zielonogórskim. Wraz z reformą administracyjną znoszącą gminy, Świercze włączono do nowo utworzonej gromady Wężyska.
Obecnie miejscowość nie istnieje.